# Ana Filantropena
Ana Filantropena foi uma imperatriz-consorte de Trebizonda, segunda esposa de Manuel III de Trebizonda, entre 1395 e 5 de março de 1417. Ela era filha de Manuel Ângelo Filantropeno, césar do Império Bizantino e governador da Tessália de c. 1390 até a conquista por Bajazeto I do Império Otomano em 1394. Seu avô paterno (ou, provavelmente, seu tio-avô), era Aleixo Ângelo Filantropeno, que também havia sido césar e governador da Tessália de por volta de 1373 até 1390. Sua avó (ou tia-avó) foi Maria Radoslava.

## Imperatiz
Eudócia da Geórgia, a primeira esposa de Manuel, morreu em 2 de maio de 1395. Em 4 de setembro do mesmo ano, Eudócia, a irmã de Manuel e viúva de Tadjeddin Pasha de Sinope e emir de Limnia, chegou em Kordyle vinda de Constantinopla com Ana Filantropena e Teodora Cantacuzena, que vieram para se casar respectivamente com Manuel III e seu filho com Eudócia, Aleixo. O casamento duplo foi celebrado no dia seguinte em Trebizonda.
O embaixador de Henrique III de Castela na corte de Tamerlão, Ruy Gonzáles de Clavijo, encontrou-se com Manuel III e sua família em abril de 1404 enquanto passava por Trebizonda e faz uma alusão a Ana Filantropena. Manuel morreu em 5 de março de 1417, mas não se sabe se Ana ainda estava viva. Thierry Ganchou alega ter identificado um filho do casal ainda vivo em 1423 e com idade suficiente para se casar com Eudócia, filha do protoestrator Manuel Paleólogo Cantacuzeno.